# Sergey Renev
Sergey Renev (né le 3 février 1985) est un coureur cycliste professionnel kazakh.

## Palmarès et classements mondiaux

### Palmarès
- 2005
  -  Champion du Kazakhstan de course de côte espoirs
- 2007
  - 3e du Gran Premio Capodarco
- 2008
  - 2e du championnat de Kazakhstan sur route
- 2013
  - 2e du championnat de Kazakhstan sur route

### Résultats sur les grands tours

#### Tour d'Espagne
- 2010 : 99e

### Classements mondiaux
| Année           | 2006 | 2007 | 2008  | 2009 | 2010 | 2011 | 2012 | 2013  |
| --------------- | ---- | ---- | ----- | ---- | ---- | ---- | ---- | ----- |
| UCI World Tour  |      |      |       |      |      | 184e | nc   |       |
| UCI Asia Tour   | 169e |      | 78e   |      |      |      |      | 47e   |
| UCI Europe Tour |      | 553e | 1077e |      |      |      |      | 1034e |